# Runzenbach (Göllersbach)
Der Runzenbach ist ein rechter Zufluss zum Göllersbach im Stadtgebiet von Hollabrunn in Niederösterreich.
Der Runzenbach entspringt in einem Graben nordwestlich von Groß als Runzelbach, nimmt sogleich den rechts aus Kleinstelzendorf abfließenden Staubenberggraben auf, danach den links zufließenden Höllgraben und schließlich knapp vor Oberfellabrunn den Grainberggraben als seinen rechten Zubringer. Mit dem Durchfluss von Oberfellabrunn erhält der Bach den Namen Runzenbach, wo später auch der aus Wolfsbrunn kommende Wolfsbrunner Bach zufließt, bis er im südlichen Stadtgebiet von Hollabrunn von rechts in den Göllersbach mündet. Sein Einzugsgebiet umfasst 29,0 km² in weitgehend offener Landschaft.